# Chibana Chōshin

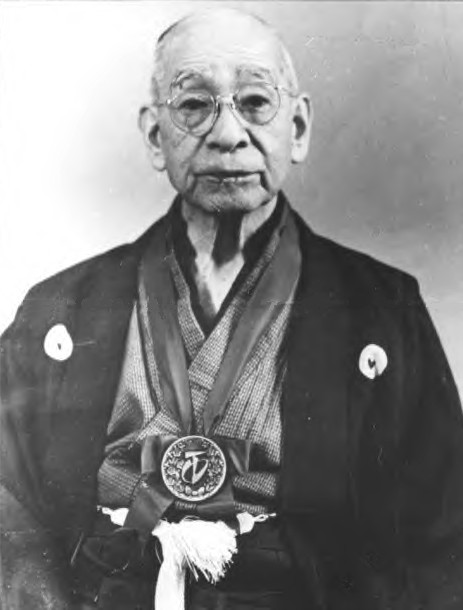
Chibana Chōshin

Chibana Chōshin (jap. 知花 朝信; * 5. Juni 1885 in Shuri; † 26. Februar 1969 in Tōkyō) war ein okinawanischer Karatemeister und der Begründer der Kobayashi-Strömung innerhalb des Shorin-ryū-Stiles, die er aus den Lehren seines Meisters Itosu Ankō entwickelte.

## Lebenslauf
Geboren in Shuri, begann er sein Training im Alter von 15 Jahren bei Meister Itosu. Mit 35 Jahren eröffnete er sein erstes Dōjō. Er selbst bezeichnet seinen Stil als Kobayashi Shorin Ryu, welchen er als direkten Nachfolger des authentischen Itosu-ryū verstand. Nach mehreren Umzügen kehrte er letztendlich nach Okinawa zurück, um dort in Gibo sein Dōjō neu zu eröffnen. Er gründete 1956 seine eigene Organisation, die Okinawa Karate Kobudo Renmei, welcher er bis zu seinem Tode vorstand. 1957 wurde ihm der Titel Hanshi verliehen.

## Kata
Er entwickelte auch eine Bō-Kata, die man im Kobudō wiederfindet, Chibana non kon, sowie die Chibana no kushanku, die der entsprechenden Kata von Meister Itosu sehr ähnlich ist.

## Zitat
Viele seiner Zitate verkörpern für den Karateka das Wesen der Kampfkunst. Ein Beispiel:

„Wir alle haben ein bisschen Schwäche in uns. Auf die eine oder andere Weise wollen wir manchmal was umsonst. Doch in der Kampfkunst gibt es dies nicht. Der Rang, der Fortschritt, der Status oder der Grad wird durch harte Arbeit und Hingabe erreicht und kann nur durch deren Beständigkeit erhalten werden. Es gibt keine Abkürzung, sondern nur Arbeit, Schweiß und Schmerzen.“